# Al-Džazíra
Al-Džazíra (arabsky الجزيرة‎, anglicky Al-Jazeera) je arabská televizní stanice, sídlící v Kataru. Byla založena v roce 1996, mezi její první pracovníky patřila řada bývalých zaměstnanců v témže roce zrušeného arabskojazyčného televizního kanálu BBC.

## Historie
Dne 15. listopadu 2006 zahájila stanice anglické vysílání pod názvem Al Jazeera English. Původní název Al Jazeera International byl změněn den před zahájením vysílání.
V současné době vysílá v několika jazykových mutacích, vč. Al-Jazeera Balkans pro Bosnu a Hercegovinu. Od roku 2013 je její vysílání dostupné také v USA pod značkou Al-Jazeera America. V americké kabelové síti se objevila zejména díky akvizici Current TV, jejímž původním majitelem byl bývalý americký viceprezident a držitel Nobelovy ceny míru Al Gore.
Jméno stanice pochází z arabského slova džazíra pro „ostrov“, „poloostrov“, popřípadě džezíra, což je označení obecně pro „meziříčí“ nebo konkrétně oblast mezi řekami Eufrat a Tigris, tedy Mezopotámii.

## Kritika
Během války proti terorismu byla Al-Džazíra často některými pravicovými kruhy v USA kritizována za podporu terorismu, hlavně proto, že vysílala nahrávky, které pořizují přímo teroristé a ostatní militantní organizace. Právě ty ale televizi zajistily její sledovanost a popularitu.
Stanice však byla kritizována v arabském světě, hlavně za svůj nezávislý postoj k světové politice. Jedním z požadavků Saúdské Arábie během katarské diplomatické krize v roce 2017 bylo zastavit vysílání Al-Džazíry. Někteří diváci těchto zemí jí vytýkaly také to, že dávala příliš mnoho prostoru izraelským představitelům a že stranila Izraeli. V roce 2024 byla přitom v samotném Izraeli rozhodnutím Netanjahuovy vlády zakázána. Několik novinářů Al-Džazíry bylo Izraelem cíleně zabito během války v Pásmu Gazy.